# Morpho cisseis
Espèce
Morpho cisseis est une espèce d'insectes lépidoptères (papillons) qui appartient à la famille des nymphalidés, sous-famille des Morphinae, à la tribu des Morphini et au genre Morpho.

## Dénomination
Morpho cisseis a été décrit par Cajetan Freiherr von Felder et Rudolf Felder en 1860.

### Nom vernaculaire
Morpho cisseis se nomme Cisseis Morpho en anglais.

### Sous-espèces
- Morpho cisseis cisseis ; présent au Brésil.
- Morpho cisseis gahua Blandin, 1988 ; présent au Pérou.
- Morpho cisseis phanodemus Hewitson, 1869 ; présent en Colombie en Équateur, en Bolivie, au Pérou et au Brésil[1].

## Description
Morpho cisseis est un grand papillon, d'une envergure entre 147 mm et 180 mmau dessus bleu à gris vert, au bord externe très largement bordé de noir, avec sur les 2/3 du bord costal des ailes antérieures une large bande noire,.
Le revers est cuivre orné d'une ligne de chevrons blancs et d'ocelles noirs pupillés de blanc et cernés de jaune, trois aux ailes antérieures un très gros et trois plus petits aux ailes postérieures.

## Écologie et distribution
Morpho cisseis est présent en Colombie, en Équateur, en Bolivie, au Pérou et au Brésil,.

### Protection
Pas de statut de protection particulier.